# Добужа (Могилёвская область)
Добу́жа (бел. Дабужа) — деревня в составе Смолицкого сельсовета Быховского района Могилёвской области Республики Беларусь.

## История
Упоминается в 1598 г. при продаже имения Таймоново как деревня в Горбовичской волости. В 1671 году упоминается как деревня и фольварк имения Трилесье-Залесье в составе Осовецкого войтовства Могилевской волости в Оршанском повете ВКЛ.

## Население
- 2010 год — 38 человек

## Достопримечательность
- Курган бессмертия - памятник воинской славы